# ラ・レッド
ラ・レッド(La Red)は、アルバビシオンが所有するチリの地上波テレビチャンネル。1991年5月12日に発売されました。

## ロゴ

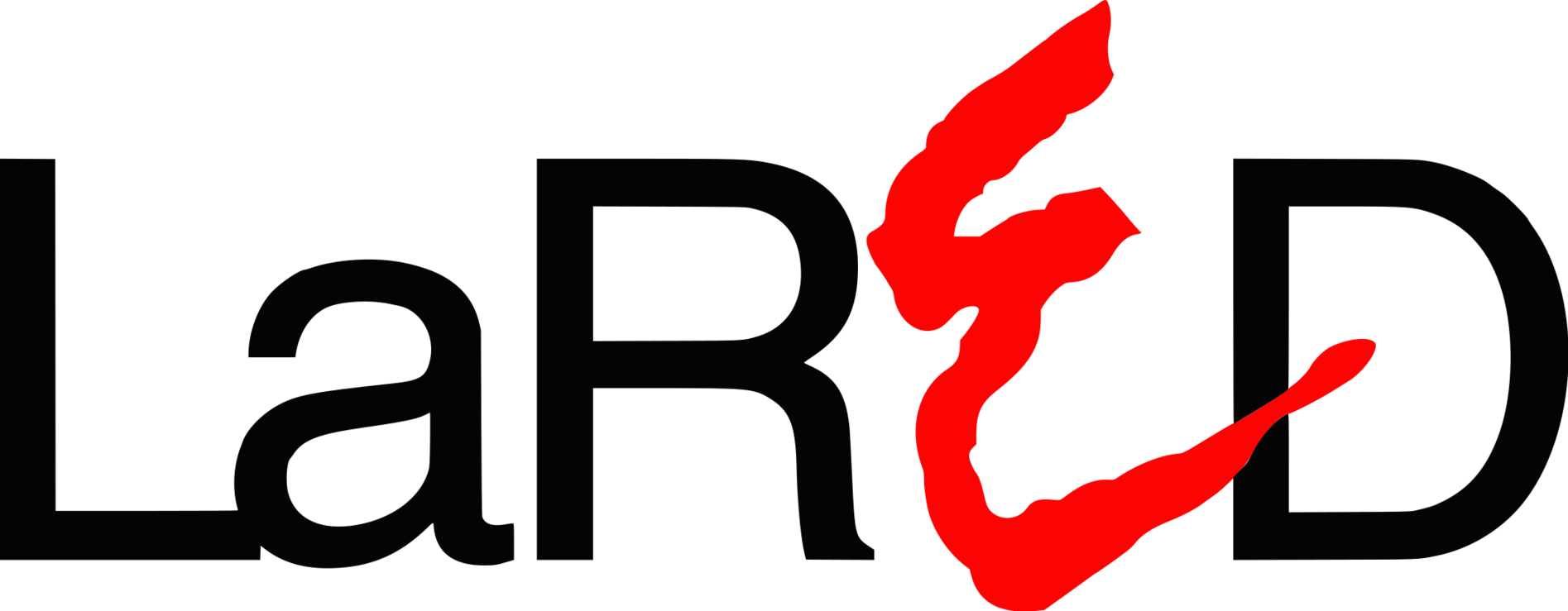
1994-1997
2009-2011
2011–2021